# اچ‌ام‌اس روپرت (۱۸۷۲)
اچ‌ام‌اس روپرت (۱۸۷۲) (به انگلیسی: HMS Rupert (1872)) یک کشتی بود که طول آن ۲۵۰ فوت (۷۶ متر) بود. این کشتی در سال ۱۸۷۲ ساخته شد.